# Eta Tirmand
Eta Maisseieuna Tirmand (Varsòvia, 23 de febrer de 1917 - Minsk, 29 d'abril de 2008) fou una compositora, pianista i professora de música belarussa. Membre de la Unió de Compositors de l'URSS des de 1954. Es considera la primera compositora femenina a Belarús.

## Biografia
Es va graduar al Conservatori de Varsòvia en interpretació coral el 1938, i al Conservatori estatal de Belarús en piano i composició clàssica el 1952. Es va ubicar a Minsk el 1939 on va estudiar composició al Conservatori de Minsk amb Vassili Zolotariov i a la mateixa classe que Mieczysław Weinberg. Durant la Segona Guerra Mundial va viure a Bixkek. Va ensenyar durant gairebé quaranta anys al Conservatori Estatal de Belarús, on va formar diverses generacions de músics amb gran èxit.